# De Overwinnaar
De Overwinnaar is een voormalig waterschap in de Nederlandse provincie Groningen.
Het poldertje lag tegen de zeedijk, pal ten oosten van Termunten en werd bemalen door een molentje dat uitsloeg op een watergang die in verbinding stond met het Kleine diep. Het gebied werd alleen in de zomer bemalen.
Waterstaatkundig gezien ligt het gebied sinds 2000 binnen dat van het waterschap Hunze en Aa's.